# My Foolish Heart
My Foolish Heart ist ein Song der Popmusik von Victor Young (Musik) und Ned Washington Text, der 1949 publiziert wurde. Er wurde zunächst im gleichnamigen Film von Mark Robson eingesetzt und für einen Oscar als bester Filmsong 1950 nominiert. In Australien erreichte der Song in der Version von Gordon Jenkins die Spitze der Charts. Auch entwickelte er sich zu einem Jazzstandard.

## Kennzeichen des Songs und Verwendung als Filmsong
Young und Washington schrieben die Ballade für den Film My Foolish Heart, der auf einer Kurzgeschichte von J. D. Salinger beruhte. Die Komposition hat einen durchgehenden Dur-Charakter und ist in der Liedform A1 – B – A2 – C verfasst, wobei die A-Teile weitgehend als Arpeggio verfasst sind, während die Melodie im B-Teil sich in Stufen bewegt. Text und Melodie verschränken sich „zu einer Komposition von klassischer Ausgewogenheit:“ Die Gedanken des Liedtextes „korrespondieren auf das Genaueste mit dem Verlauf des 32-taktigen Themas.“ Im Text wird davor gewarnt, dass sich das närrische Herz auch durch reizvolle Situationen nicht zu etwas Unüberlegtem hinreißen lässt. Doch dann schwenkt das Lied über: Zwar sei die Grenze zwischen Liebe und Faszination nur schwer zu erkennen, diesmal aber sei es nicht einfach Hingezogenheit, sondern wirkliche Liebe.
Am 22. Juli überließen die Autoren die Filmrechte am Song der Samuel Goldwyn Productions für nur einen Dollar. Im Film wurde der Song von Susan Hayward vorgetragen, die für den Gesang von der Sängerin Martha Mears gedoubelt wird. Obgleich der Song bei der Filmkritik nicht immer gut wegkam, wurde er 1950 für einen Oscar nominiert (den allerdings Frank Loesser für Baby, It’s Cold Outside erhielt).

## Coverversionen
1950 kamen gleich sechs Versionen des Songs in die amerikanischen Charts:
- Gordon Jenkins and His Orchestra (mit Sängerin Sandy Evans, #3)
- Billy Eckstine and His Orchestra (#6)
- Mindy Carson (#6)
- Margaret Whiting (#17)
- Richard Hayes (#21, Instrumentalversion)
- Hugo Winterhalter and His Orchestra (#29, Instrumentalversion)

Überlebt hat insbesondere Eckstines Version, die 19 Wochen in den US-Charts blieb und sich gut verkaufte; so erhielt er dafür 1951 für eine Million verkaufte Exemplare eine Goldene Schallplatte.
Im Jazz entwickelte sich My Foolish Heart, das 1950 bereits von Gene Ammons und Dodo Marmarosa gecovert worden war, ab 1956 zu einem im Jazz beliebten Standard und wurde beispielsweise von Bill Evans (mehrfach seit 1961), Chet Baker, Oscar Peterson mit Nelson Riddle, Keith Jarrett, John McLaughlin, Philip Catherine, John Abercrombie, Ray Brown und Charlie Haden eingespielt. Gary Burton nutzte es 1968 als Vehikel für ein Solostück für Vibraphon. Auch Jazzsänger wie Joe Williams mit George Shearing, Astrud Gilberto, Carmen McRae, Mel Tormé, Kurt Elling, Al Jarreau, Karin Krog, Kevin Mahogany, Susannah McCorkle, Jane Monheit, Jacqui Dankworth interpretierten den Song. Tom Lord listet für den Bereich des Jazz seit 1949 mehr als 840 Aufnahmen.
Aus dem Poplager sind noch Versionen von Jan and Dean, Dion and the Belmonts, The Arbors, Joan Regan, Frank Sinatra, Al Martino, Connie Francis, The Demensions, The Hi-Lo’s, Ben E. King, Tom Jones, Roberta Flack, Maureen Evans, Erasure oder Rod Stewart zu nennen. Bereits 1950 spielte Kurt Henkels eine deutsche Fassung Die Nacht ist voller Zärtlichkeit für Electrola ein.